# Vrede vzw
Vrede vzw is een pluralistische organisatie die ijvert voor internationale vrede en sociale rechtvaardigheid. Woordvoerder Ludo De Brabander vertolkt de boodschap van pacifisme geregeld in de media. Daarnaast verzorgt de organisatie het kwartaalblad Vrede - Tijdschrift voor internationale politiek en speelt een belangrijke rol in tal van anti-oorlogsmanifestaties.

## Geschiedenis
In maart 1949 werd de Belgische Unie voor de Verdediging van de Vrede (BUVV of UBDP, Union Belge pour la Défense de la Paix) opgericht als Belgische afdeling van de Wereldvredesraad. Het zwaartepunt van het BUVV lag aanvankelijk in Brussel en Wallonië. Aan Nederlandstalige zijde begon André De Smet in 1953 met een tijdschrift voor internationale politiek. Onder zijn impuls kwam er in 1971 een studie- en informatiecentrum voor vredes- en ontwikkelingsproblematiek. Vrede vzw was erkend door de Minister van Nederlandse Cultuur als vormingsorganisatie, waarbij de BUVV zich bezig hield met het politieke werk. Gaandeweg werd alles bij Vrede gecentraliseerd en nu bestaat de BUVV enkel nog op papier.
In 1993 paste Vrede vzw haar koers aan in functie van de nieuwe machtsverhoudingen na de val van de muur. Er kwam meer aandacht voor interkapitalistische conflicten, de scherpere Noord-Zuidtegenstelling en de teloorgang van het mondiale leefmilieu.